# Paionios

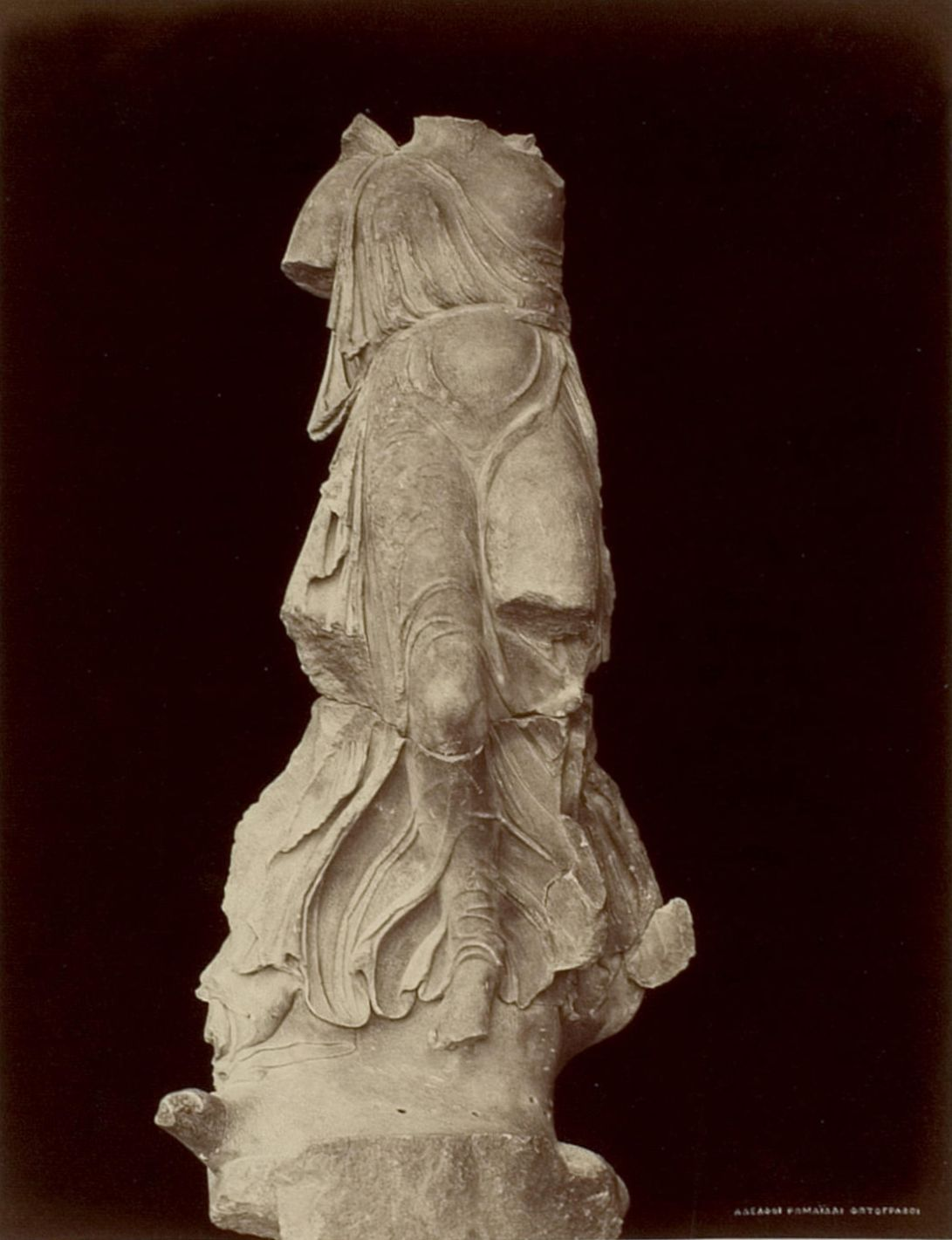
Paionios Nike

Paionios var en klassisk grekisk bildhuggare från Mende på Chalkidike i Makedonien, verksam omkring mitten och i senare hälften av 400-talet f.Kr.

## Biografi
Paionios arbetade samtidigt med, och under, Fidias i Olympia, men tycks ha intagit en mera självständig ställning än mästarens egentliga lärjungar.
Enligt Pausanias utförde han för Zeustemplet i Olympia den östra gavelgruppen: förberedelsen till tävlingsstriden i kappkörning mellan Pelops och Oinomaos om besittningen av Elis), som återfanns av tyska arkeologer i mitten av 1870-talet och nästan fullständigt har kunnat sättas samman. Den är dock vida ålderdomligare och strängare till sin hållning än Paionios enda bevisliga verk, Nike, en kolossalfigur i marmor av segergudinnan Nike, rest i Olympia av messenierna omkring 424 f.Kr. Denna i stympat skick återfunna svävande och smidiga vingade kvinnogestalt visar en djärvhet i framställningen, och en frihet i formbehandlingen, som tyder på en ny uppfattning och ställer Paionios som en mästare, som bildar övergång från Fidias tid till den yngre attiska skolans.
Paionios Nike avbildades på medaljerna för Olympiska sommarspelen 2004 i Aten. Den står utställd i Olympiamuseet.